# Cal Ros (Riudellots de la Selva)
Cal Ros és una masia de Riudellots de la Selva (Selva) inclosa a l'Inventari del Patrimoni Arquitectònic de Catalunya.

## Descripció
Està situada dins una finca envoltada per un mur de pedra i al davant té un gran jardí i una avinguda de plàtans. Es tracta d'una masia pairal fortificada del segle xvii però s'ha anat reformant al llarg dels segles XIX i XX. A la façana principal, la porta és adovellada d'arc de mig punt i les finestres són rectangulars amb llinda monolítica, les obertures centrals del primer i segon pis, tenen balcons amb barana de ferro.
Segons la fesomia de la part posterior de l'edifici, s'aprecien les diverses reformes que ha sofert, tan la incorporació de finestres amb arcs de descàrrega de rajol del segle xix com reformes més recents.
El parament és arrebossat i pintat a diferència de la façana posterior de pedra vista. Es tracta d'un conjunt complex, ja que pels laterals i al darrere hi ha varis cossos adossats. De tots ells cal destacar una torre de defensa de tres plantes a la banda dreta, coberta a quatre aigües, molt restaurada als segles XIX i XX, com la resta de l'edifici que ha estat reformat en diverses ocasions. Un dels cossos laterals és rellevant pel seu color vermell pintat recentment.

## Història
La masia formava part de la família Ros -Rovirola, que al segle xix esdevingué de Batlle. Ramon de Batlle, al segle XX la convertia en un important centre d'art contemporani. Aquest col·leccionista i mecenes va reunir a tota una generació d'artites d'avanguarda i intel·lectuals com Cuixart, Guinovart, Medina Campeny, Arnau Puig, Josep Maria Sucre, etc. A principis d'aquest segle la masia va ser adquirida per l'exjugador de futbol Miquel Soler i la vídua de Ramon de Batlle continua preservant la col·lecció en una nova seu.